# Psychotria apodantha
Psychotria apodantha är en måreväxtart som beskrevs av Asa Gray. Psychotria apodantha ingår i släktet Psychotria och familjen måreväxter. Inga underarter finns listade i Catalogue of Life.